# 簡錦文
簡錦文（1924年—1947年），臺灣臺北人，基隆要塞司令部軍醫，二二八事件時被國民政府殺害。

## 簡介
基隆商工專修學校、醫務衛生技術員養成所畢業，任海軍病院筆生2年、陸軍病院雇員1年。:118
二次大戰時被日軍徵召，曾在婆羅洲任職軍醫。
1946年10月任基隆市衛生院委代檢驗員，11月稱重病需長期療養請辭獲准 ，後改任基隆要塞司令部軍醫。
1947年二二八事件時，赴基隆要塞司令部上班，在軍中失蹤，從此失去音訊。1948年，警備總部僅向其家屬表示：「簡錦文煽動故鄉暴動，主謀叛亂，已遭正法。」未出示任何法律文件，亦不交還遺體。家屬含淚自行尋訪，終於在掩埋現場附近民眾的幫助下，尋得死者遺骨，返鄉安葬。

## 資料來源
阮美姝《幽暗角落的泣聲》
1. ↑  羅慶謀. . 臺灣文獻. 2003-09, 54 (4): 326. ISSN 1016-457X.
2. 1 2  「基隆市衛生院人員王象乾等4員委派案」（1946-10-04），〈基隆市政府人員任免卷〉，《臺灣省行政長官公署》，國史館臺灣文獻館，典藏號：00303231328024
3. ↑  「基隆市衛生院檢驗員簡錦文因病請辭案 (2)」（1946-11-15），〈港口檢疫總所人員任免〉，《臺灣省行政長官公署》，國史館臺灣文獻館，典藏號：00303231247008。